# Elezioni presidenziali in Siria del 1971
Le elezioni presidenziali in Siria del 1971 si tennero il 12 marzo.
La Costituzione siriana prevedeva che il Presidente dovesse essere scelto dal Partito Ba'th e che la sua candidatura dovesse essere approvata prima dal Consiglio del popolo, con una maggioranza dei due terzi, e poi dal popolo siriano, tramite referendum.
Il Consiglio del popolo prescelse Hafiz al-Asad, segretario del Partito Ba'th, la cui candidatura fu approvata dal popolo col 99,2% dei consensi; egli ottenne così un mandato di sette anni.

## Risultati
| A favore        | 1 919 609 | 99,20 |  |  |  |  |  |  |
| Contro          | 15 480    | 0,80  |  |  |  |  |  |  |
| Totale          | 1 935 089 | 100   |  |  |  |  |  |  |
|                 |           |       |  |  |  |  |  |  |
| Voti non validi | 714       | 0,04  |  |  |  |  |  |  |
| Votanti         | 1 935 803 | 95,30 |  |  |  |  |  |  |
| Elettori        | 2 031 306 |       |  |  |  |  |  |  |